# Сатовча
Сато́вча (болг. Сатовча) — село в Благоєвградській області Болгарії. Адміністративний центр громади Сатовча.

## Населення
За даними перепису населення 2011 року у селі проживали 1944 особи.
Національний склад населення села:
| Національність   | Кількість осіб | Відсоток |
| ---------------- | -------------- | -------- |
| болгари          | 1334           | 82,6%    |
| цигани           | 176            | 10,9%    |
| турки            | 26             | 1,6%     |
| інша             | 10             | 0,6%     |
| не визначились   | 69             | 4,3%     |
| Всього відповіли | 1615           |          |

Розподіл населення за віком у 2011 році:
Динаміка населення: